# Sedrie
Sedrie (z lat. sedes iudiciaria) byl župní soud v Uhersku. Původně spolupůsobil při soudu palatina, od roku byl 1486 župním soudem první instance v záležitostech civilních i trestních. V roce 1871 změněn na sborový soud první instance s celožupní působností.
V roce 1928 v Maďarsku nahrazen krajským soudem. Také na Slovensku a v Podkarpatské Rusi se za československé první republiky až do roku 1928 název sedrie používal pro krajské soudy (sborové soudy první instance), zatímco vrchní soudy (sborové soudy druhé instance) se tradičně nazývaly soudní tabule.